# Kuomintang
Kuomintang eller Kinas nationale folkeparti (Nationalistpartiet, KMT; 中國國民黨 Hanyu Pinyin: Zhōnggúo Gúomíndǎng) er et nationalistisk politisk parti, der nu er oppositionsparti i Republikken Kina (normalt omtalt som Taiwan) på øen Taiwan. Sammen med Folkets første parti udgør det en koalition kendt som den pan-blå koalition, der stræber efter genforening af Kina i modsætning til den pan-grønne koalition, der ønsker taiwansk uafhængighed.
Partiet blev dannet kort efter Xinhai-revolutionen, der styrtede Qing-dynastiet i Kina og kæmpede mod Beiyang-krigsherrer og kommunistpartiet om kontrollen over Kina, før retræten til Taiwan i 1949. Kuomintang var det eneste parti i Republikken Kina (Taiwan) til 1991 og var i mange år synonymt med republikken.
| Politik | Spire Denne artikel om politik og ideologi er en spire som bør udbygges. Du er velkommen til at hjælpe Wikipedia ved at udvide den. |